# 甜蜜女友
《甜蜜女友》是NEXTON公司的旗下品牌あざらしそふと製作，於2014年12月19日發售的戀愛冒險類型成人遊戲，2022年11月24日發售任天堂Switch版。2016年10月28日發售完整版，12月22日發售擴充版《甜蜜女友＋》（アマカノ＋）。後來改編成OVA由mary jan發售共四集。

## 角色
高社紗雪（聲優：木村あやか）
身高：156cm，三圍：B88（E）/W57 /H87，生日：3月5日，血型：A型
主角的同學，2年A組學生，住在高社神社從事巫女工作。
上林聖（聲優：真中海）
身高：165cm，三圍：B85（D）/W56 /H86，生日：12月16日，血型：B型
3年B組學生，住在主角隔壁的室友。
星川 こはる
身高：152cm，三圍：B95（G）/W59 /H92，生日：11月6日，血型：O型
1年A組學生，點心店「こはるびより」的看板娘。

## 主題曲
アマカノ片頭曲「snow crystal」
作曲、編曲：ANZIE，作詞、主唱：Duca
アマカノ片尾曲「Only my love」
作曲、編曲：齊藤悠弥，作詞、主唱：大島はるな
アマカノ＋片頭曲
作曲、編曲：ANZIE，作詞、主唱：Duca
アマカノ＋片尾曲
作曲、編曲：齊藤悠弥，作詞、主唱：大島はるな

## OVA
同名成人動畫OVA是由mary jan發售共四集，片尾曲為遊戲的片頭曲「snow crystal」。
集數列表
| 集數 | 標題         | 發售日         |
| ---- | ------------ | -------------- |
| 1    | 上林聖編     | 2016年2月5日   |
| 2    | 星川こはる編 | 2016年3月4日   |
| 3    | 高社紗雪編   | 2016年11月18日 |
| 4    | 特別編       | 2017年1月6日   |

## 相關商品
書集
由GOT出版的遊戲設定集，在2015年12月18日發售。
CD
原聲帶CD由あざらしそふと在2015年4月24日發售，收錄14首BGM和5首歌曲。在2017年4月24日發售，收錄12首BGM和8首歌曲。

## 評價
《甜蜜女友》在萌系遊戲大賞2014中獲得エロス系作品賞PINK的金獎。

## 外部連結
- アマカノPC版官方網站 （页面存档备份，存于）（日語）
- NS版官方網站 （页面存档备份，存于）（日語）
- アマカノ+官方網站 （页面存档备份，存于）（日語）